# Vicky Botwright
Vicky Botwright (* 18. Juni 1977 in Manchester) ist eine ehemalige englische Squashspielerin.

## Karriere
Im Jahr 1997 gab Vicky Botwright ihr Tourdebüt. In ihrer Karriere erreichte sie mit Rang fünf im Dezember 2005 ihre höchste Platzierung in der Weltrangliste und gewann auf der WSA World Tour insgesamt vier Titel. Zu ihren größten Erfolgen zählen der Finaleinzug bei der Weltmeisterschaft 2008 in ihrer Geburtsstadt Manchester, dem eine 1:3-Niederlage gegen Nicol David folgte, sowie der Weltmeistertitel 2006 mit der englischen Nationalmannschaft. Mit dieser gewann sie außerdem fünf Titel bei Europameisterschaften. Bei den Commonwealth Games 2006 gewann sie eine Silbermedaille im Doppel mit Tania Bailey und eine Bronzemedaille im Mixed mit James Willstrop. Im Oktober 2008 beendete sie ihre professionelle Karriere.

## Privates
Vicky Botwright ist verheiratet mit dem ehemaligen australischen Squashspieler Stewart Boswell.  Das Paar hat einen Sohn und eine Tochter. Ihre Schwester Rebecca Botwright war ebenfalls als Squashspielerin aktiv.

## Erfolge
- Vizeweltmeister: 2008
- Weltmeister mit der Mannschaft: 2006
- Europameister mit der Mannschaft: 5 Titel (2004–2008)
- Gewonnene WSA-Titel: 4
- Commonwealth Games: 1 × Silber (Mixed 2006), 1 × Bronze (Doppel 2006)